# Westby (Montana)
Westby é uma cidade  localizada no estado americano de Montana, no Condado de Sheridan.

## Demografia
Segundo o censo americano de 2000, a sua população era de 172 habitantes.
Em 2006, foi estimada uma população de 144, um decréscimo de 28 (-16.3%).

## Geografia
De acordo com o United States Census Bureau tem uma área de
1,4 km², dos quais 1,4 km² cobertos por terra e 0,0 km² cobertos por água.

## Localidades na vizinhança
O diagrama seguinte representa as localidades num raio de 40 km ao redor de Westby.